# Dhondagatti, Hukeri
Dhondagatti là một làng thuộc tehsil Hukeri, huyện Belgaum, bang Karnataka, Ấn Độ.